# Vườn quốc gia Taï
Vườn quốc gia Taï là một vườn quốc gia của Bờ Biển Ngà, một trong những vùng cuối cùng có rừng nhiệt đới nguyên sinh ở Tây Phi. Nó được ghi nhận là di sản thế giới năm 1982 nhờ một hệ động thực vật phong phú cùng với nhiều loài động vật bị đe dọa bao gồm Hà mã lùn, Khỉ Colobus Van Beneden, Linh dương thân bạc, Tinh tinh và Báo hoa mai.
Vườn quốc gia nằm ở khu vực giữa sông Cavalla và Sassandra, cách biên giới với Liberia khoảng 100 km. Nó có diện tích 3.300 km² với vùng đệm 200 km² ở độ cao lên tới 396 mét.
Vườn quốc gia này được thành lập vào năm 1972, tiền thân là một Khu bảo tồn được hình thành từ năm 1926. Nó được UNESCO công nhận là Khu dự trữ sinh quyển thế giới vào năm 1978, một Di sản thế giới vào năm 1982.
Khu rừng của vườn quốc gia là một "hồ chứa tự nhiên" của Virut Ebola và Tổ chức Y tế Thế giới tỏ ra lo ngại khi nó nằm gần Sân bay quốc tế Félix Houphouët-Boigny thủ đô Abidjan.